# Gotthardt Kuehl

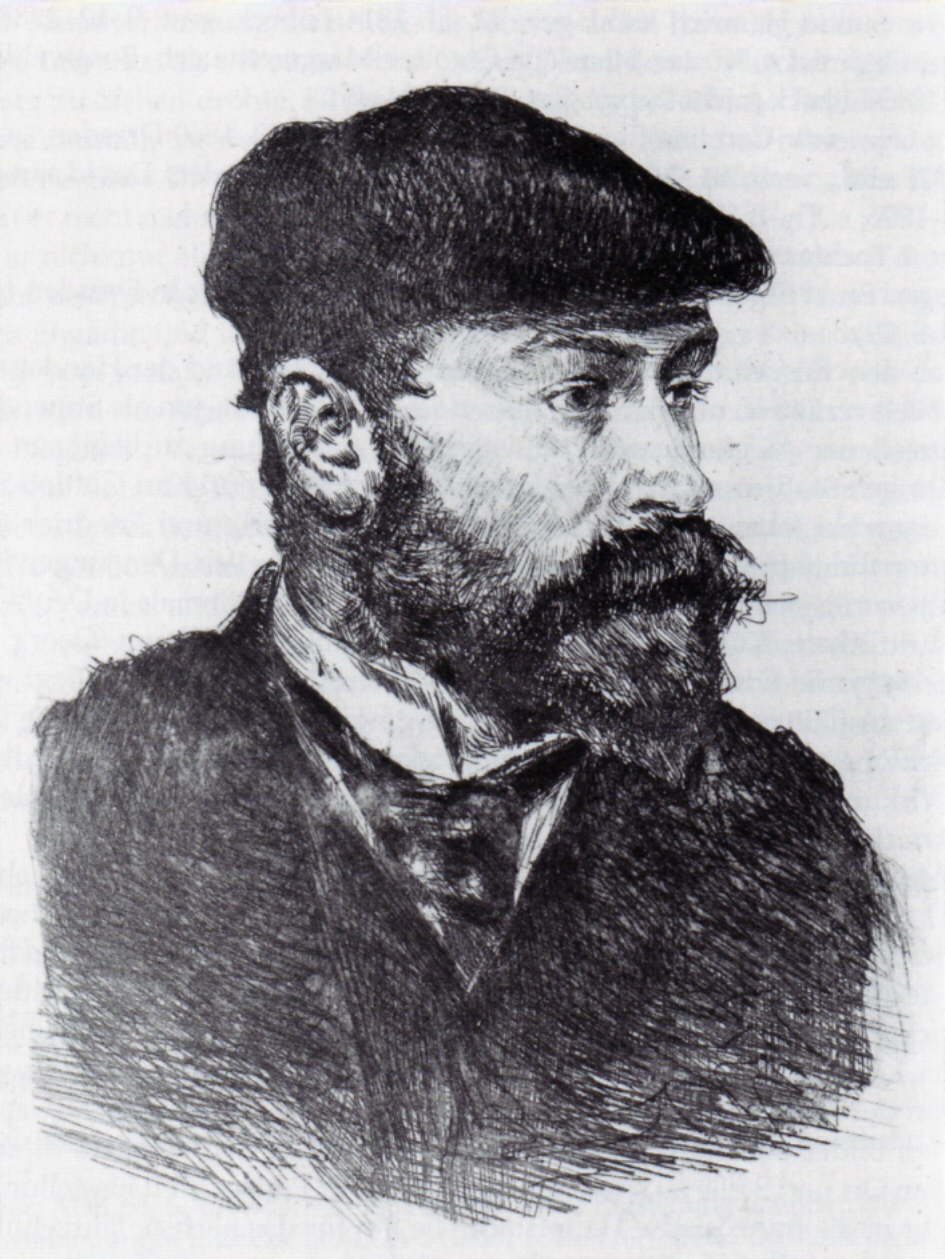
Gotthardt Kuehl, Selbstporträt

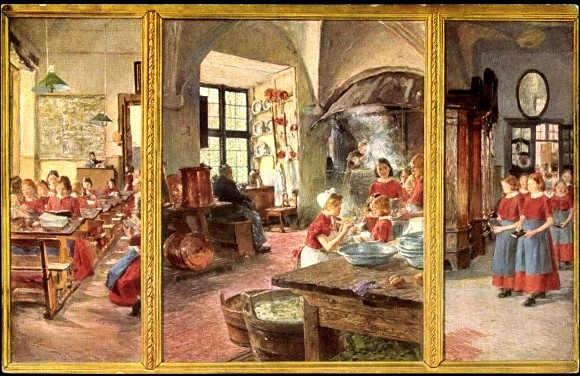
Im Lübecker Waisenhaus

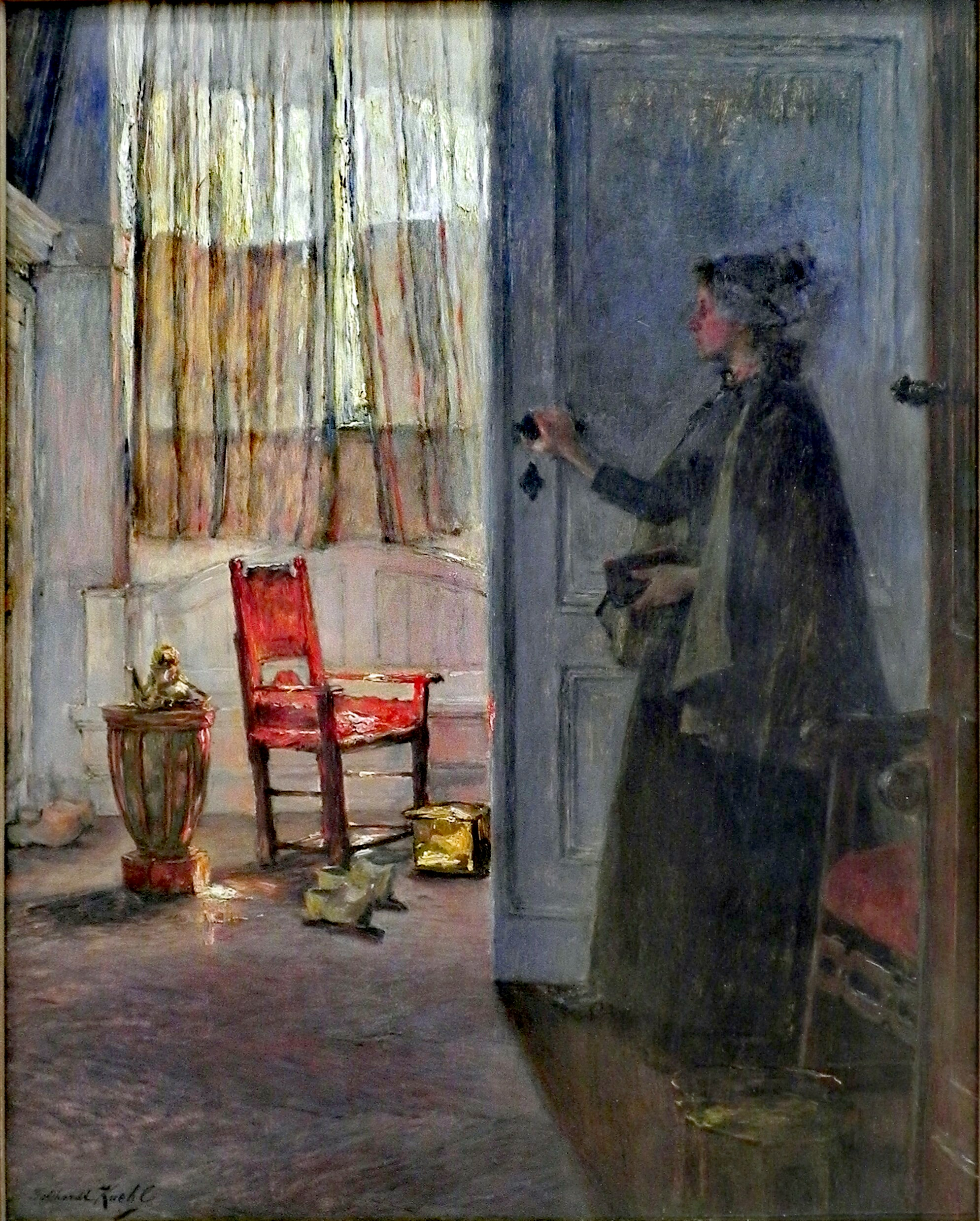
Der Besuch (um 1900)

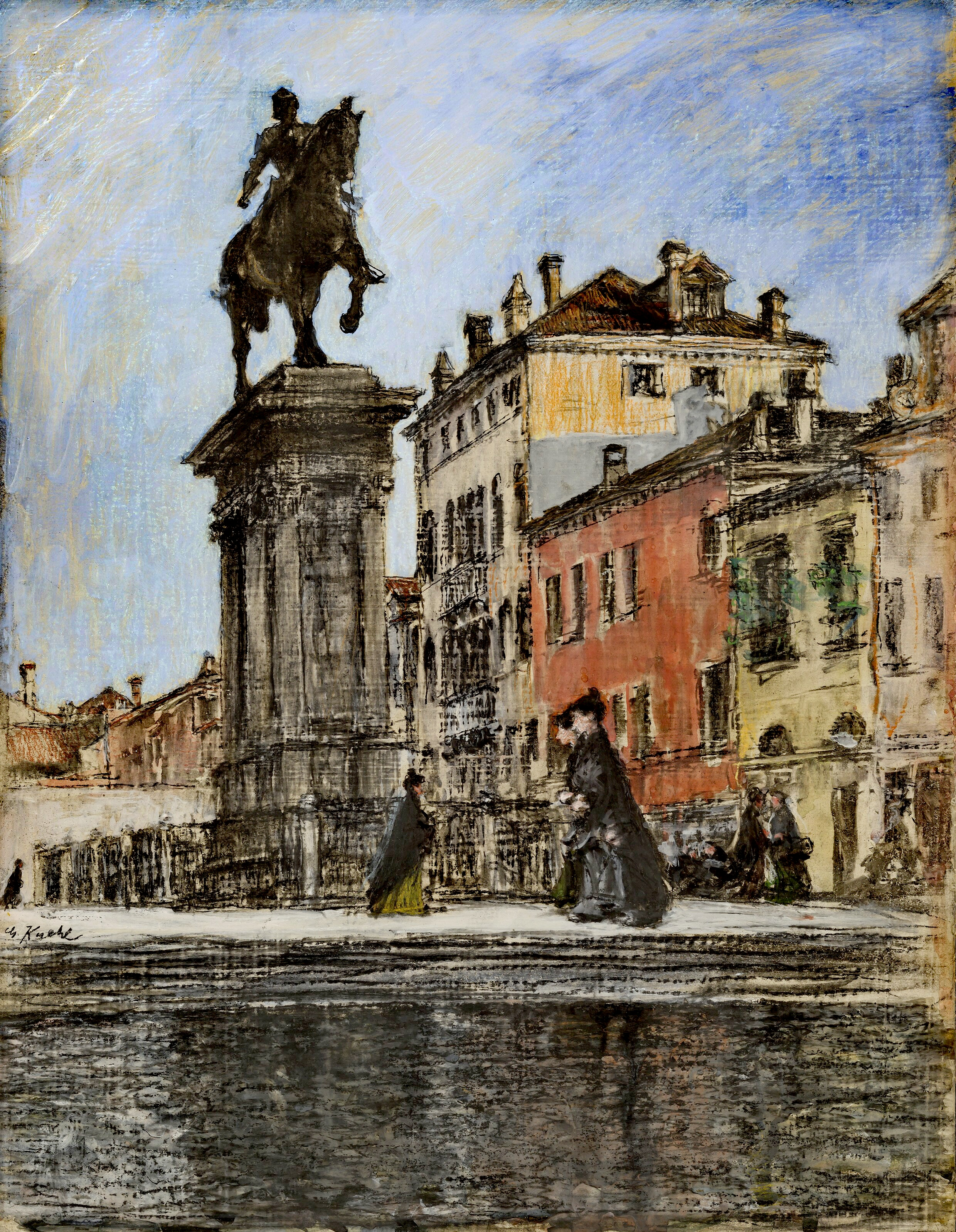
Gotthardt Kuehl: Denkmal des Colleoni in Venedig, um 1905

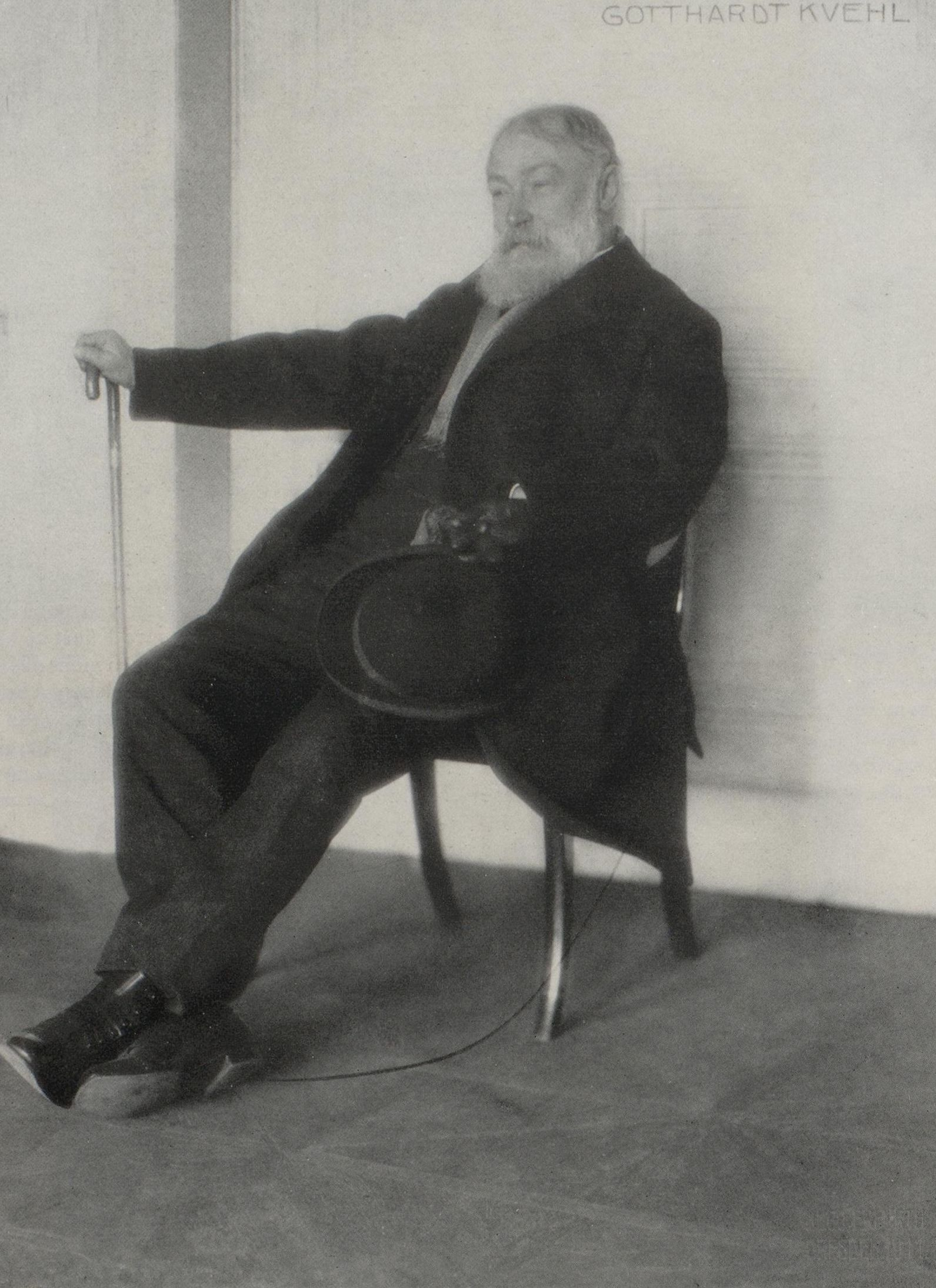
Gotthardt Kuehl, fotografiert von Hugo Erfurth

Gotthardt Kuehl (* 28. November 1850 in Lübeck; † 9. Januar 1915 in Dresden) war ein deutscher Maler und Vertreter des frühen deutschen Impressionismus, der bereits zu Lebzeiten hohes internationales Ansehen genoss.

## Leben
Kuehl war ein Sohn von Simon Kühl, dem Küster, Lehrer und Organisten an der alten St.-Lorenz-Kirche. Er studierte an der Kunstakademie Dresden (1867) und der Akademie der bildenden Künste in München (1870), lebte von 1878 bis 1889 in Paris und befasste sich auf Studienreisen nach Italien und Holland mit den Alten Meistern.
Um die Jahrhundertwende war Kuehl zusammen mit Carl Bantzer die treibende Kraft bei der Gründung der Freien Vereinigung Dresdner Künstler und bei dem ein Jahr später gegründeten Verein bildender Künstler Dresden. Sowohl Bantzer als auch Kuehl hatten in Paris studiert und brachten neue Impulse des Impressionismus nach Dresden. Mit der Freien Vereinigung Dresdner Künstler und dem Verein bildender Künstler Dresden entstand 1893 die erste Dresdner Sezession. Im Jahr 1895 wurde er Professor an der Kunstakademie in Dresden. 1896 erhielt er auf der Internationalen Kunstausstellung in Berlin eine große Goldmedaille. Im Jahr 1902 gründete er die Künstlervereinigung Die Elbier. Gotthard Kuehl gehörte auch zu den frühen Vorstandsmitgliedern des Deutschen Künstlerbundes. 1909 war er Gründungsmitglied der Künstlervereinigung Dresden. 1913 wurde er mit dem Bayerischen Maximiliansorden für Wissenschaft und Kunst ausgezeichnet.

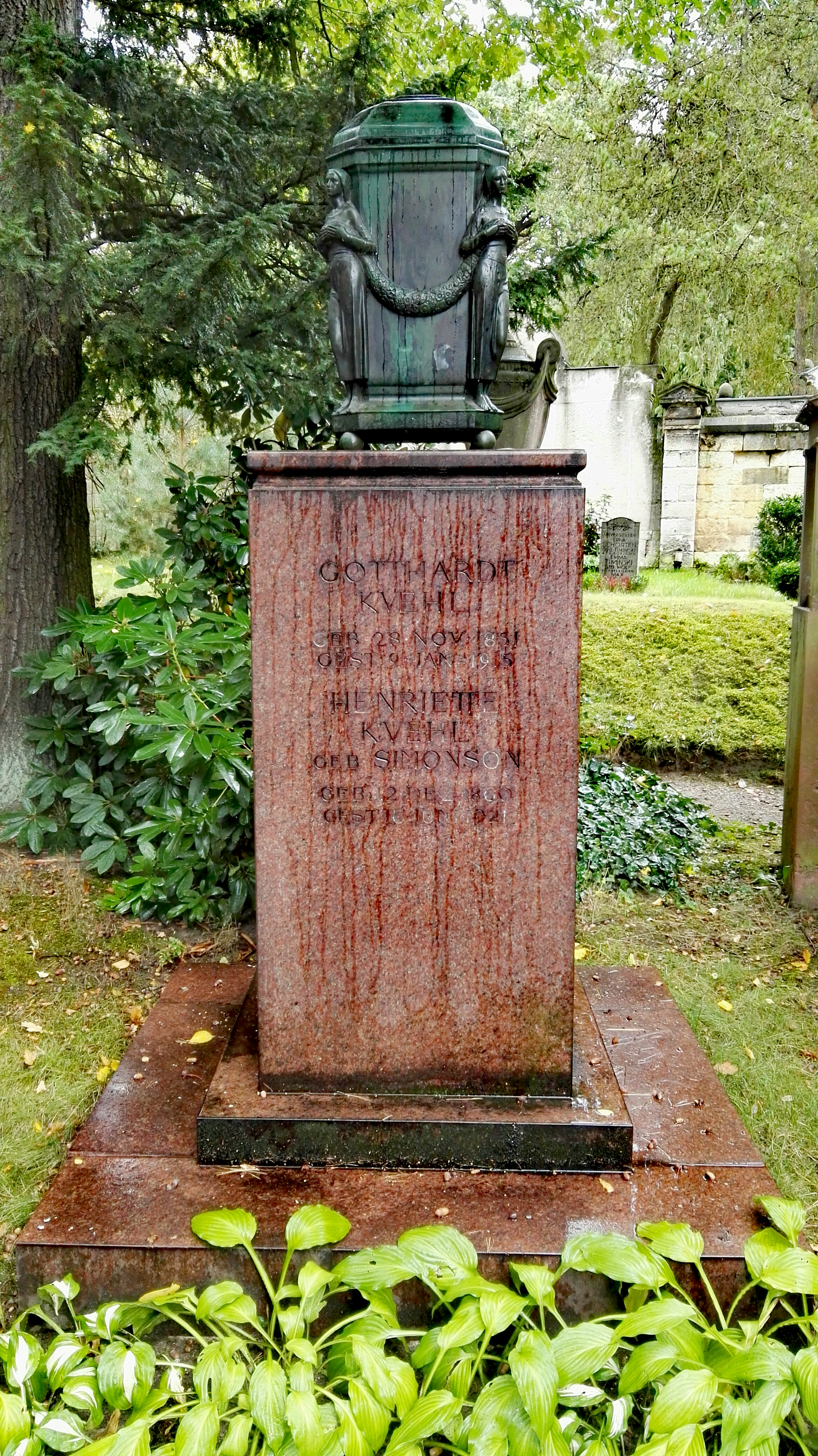
Grabstätte

1888 hatte Kuehl Henriette Simonson-Castelli (1860–1921), Tochter des Malers David Simonson, geheiratet. Von 1906/1907 bis zu seinem Tod im Jahre 1915 im Alter von 64 Jahren lebte der Maler in der Beletage der 1903 erbauten „Villa Wasa“ am Wasaplatz. Seine Witwe Henriette wohnte auch nach seinem Tod noch dort. Seine Lehrtätigkeit übte er bis zu seinem Tod in Dresden aus. Kuehls Grab befindet sich auf dem Urnenhain Tolkewitz.
Der Senator Cay Diedrich Lienau reiste zu seiner Beisetzung als Vertreter Lübecks an.

## Erinnerung
In Dresden-Strehlen erinnert die Gotthardt-Kuehl-Straße an den Maler. Sie liegt zwischen der Lockwitzer und der Teplitzer Straße, in der Nähe seines Ateliers.
in Lübeck wurde die Schule im Steinrader Weg, die an der Stelle des alten St.-Lorenz-Schulhauses, seines Elternhauses, erbaut wurde, 1934 nach ihm benannt. Die Gotthardt-Kühl-Schule zog 1962 in einen Neubau in der Lortzingstraße.

## Werk
Kuehl malte vor allem feine Interieurs, durchaus auch mit sozialem Bezug (Lübecker Waisenhaus); später besonders nach Dresdner Motiven auch Architekturlandschaften.

## Sammlungen
- Das Museum Behnhaus in Lübeck verfügt über eine Gemäldesammlung, die nahezu alle Entwicklungsphasen Kuehls veranschaulicht, wobei viele der Bilder einen konkreten Bezug zu Lübeck haben.
- Das Münchner Stadtmuseum bewahrt einen Fundus von 15 Kuehl-Zeichnungen aus der Sammlung Maillinger.

Weitere Stücke sind unter anderem zu finden in:
- Lindenau-Museum Altenburg
- Alte Nationalgalerie in Berlin
- Kunsthalle Hamburg
- Galerie Neue Meister (Staatliche Kunstsammlungen Dresden)
- Städtische Galerie Dresden
- Museum der bildenden Künste Leipzig (Monmartre, Ölgemälde)
- Pommersches Landesmuseum in Greifswald
- Museum Kunstpalast in Düsseldorf
- Niedersächsisches Landesmuseum Hannover